# Pyrrosia tricholepis
Pyrrosia tricholepis är en stensöteväxtart som först beskrevs av William Carruthers, och fick sitt nu gällande namn av Ren-Chang Ching. Pyrrosia tricholepis ingår i släktet Pyrrosia och familjen Polypodiaceae. Inga underarter finns listade.